# Kraví apokalypsa
Kraví apokalypsa (v anglickém originále Apocalypse Cow) je 17. díl 19. řady (celkem 417.) amerického animovaného seriálu Simpsonovi. Scénář napsal Jeff Westbrook a díl režírovala Nancy Kruseová. V USA měl premiéru dne 27. dubna 2008 na stanici Fox Broadcasting Company a v Česku byl poprvé vysílán 31. května 2009 na stanici ČT2.

## Děj
Bart a Líza sledují sobotní kreslené seriály. Hlavní hrdina pořadu se rychle ocitne v ohrožení života a prosí diváky, aby mu pomohli přežít koupí nových cereálií. Marge, kterou rozčilují údajná reklamní sdělení umístěná v každém televizním pořadu, na nějž se děti dívají, se rozhodne dostat je od televize tím, že má Líza upéct banánový chléb a Bart se s Homerem vydá do Shelbyvillu. Po cestě tam uvidí Martina Prince, jak řídí kombajn. Bart se zeptá, proč by někdo jako Martin řídil traktor, a Martin mu oznámí, že se přihlásil do organizace 4-H. Zlákán vyhlídkou na obsluhu těžkých strojů se Bart přidá také a rychle si osvojí řízení traktoru. Později dobrovolník 4-H seznámí členy se soutěží. Vezme je k ohradě pro telata a oznámí jim, že si každý z nich vybere tele a bude jej chovat přes léto, na jehož konci bude dobytek hodnocen na okresním veletrhu. 
Bartovi zůstane malé, slabé tele, jejž nemůže vyměnit. Brzy se seznámí s Mary a ta Barta povzbudí, aby se v soutěži nevzdával. Bart souhlasí a mladého býčka přejmenují na Lou (dříve Lulubelle). Během následujících týdnů se Bart o Loua dobře stará a pomáhá mu zesílit, zároveň se s ním sbližuje a zamilovává si ho. Když přijde den soutěže, Lou dospěje ve velkého býka a získá modrou stuhu. Bart je nadšený, dokud mu Líza neoznámí, že dalším krokem je poslat Loua na jatka. 
Bart se snaží přesvědčit Marge a Homera, aby býka koupili, ale protože z minulosti vědí, jak nákladná je péče o velké zvíře, odmítnou. Té noci Bart slyší bučení, když leží v posteli, a domnívá se, že jde o halucinaci způsobenou jeho neschopností Louovi pomoci. Začne křičet strachy a přijde k němu Líza, jež mu řekne, že je to jen jeho podvědomí, které mu říká, aby přestal jíst maso. Bart ovšem zjistí, že šlo jen o CD Tress MacNeilleové Utrápená zvířata III, které do něj vložila Líza ve snaze udělat z něj vegetariána. Přesto se Bart, Líza a její přátelé „Kompost“ a „Solární panel“ vydají uprostřed noci na jatka, odhodláni Loua zachránit. Zjistí, že Lou, jenž byl krmen růstovými hormony, je nyní mnohem větší, a tak ho pomocí vysokozdvižného vozíku zvednou a odvezou. Spěchají z jatek a rozhodnou se, že jediné bezpečné místo, kam ho mohou odvézt, je Maryin domov, který se nachází na farmě. Druhý den ráno s překvapením zjistí, že Cletus Spuckler je Maryin otec. 
Bart dá krávu Mary a ta souhlasí, že si ji vezme. Cletus pak křičí na Brandine, aby přišla ke dveřím – jakmile se dozví, že Bart nabídl Mary krávu, informuje je, že darování krávy představuje formální nabídku k sňatku. Proti vůli Barta i Mary naplánují Cletus a Brandine svatbu na následující den; Líza přesvědčí Barta, aby se sňatkem souhlasil, dokud nevymyslí způsob, jak Loua zachránit, protože správně tuší, že Cletus si býka nenechá, pokud Bart odmítne. Když se Marge a Homer dozví, co se stalo, jsou šokováni a Marge vymyslí plán, jak tomu zabránit, ale zároveň souhlasí se záchranou Loua, protože ví, jak Bartovi málokdy na někom či něčem záleží. Druhý den přijde Marge, aby svatbě zabránila, a přiměje Cletuse, aby Loua poslal na jatka. Lou, kterého Cletus poslal, byl však ve skutečnosti Homer v obleku kravského maskota, zatímco skutečný Lou je poslán do Indie, aby s ním bylo zacházeno jako s bohem. Po těsném souboji zachrání Homera před jatkami, načež Homer přísahá, že omezí konzumaci masa.

## Kulturní odkazy
Název dílu je odkazem na film Apokalypsa. Trans-Clown-O-Morphs je parodie na Transformers, doplněná kresleným úvodem připomínajícím skutečné kreslené filmy z 80. let. Trénink Loua, který mlátí do masa, je podobný scéně z filmu Rocky.

## Přijetí
Tuto epizodu sledovalo 7,7 milionu diváků, což je více než u předchozích tří dílů.
Richard Keller z TV Squad považoval epizodu za další slušný díl Simpsonových, podobně jako ostatní epizody zaměřené na Barta a Lízu. Domníval se, že „je škoda, že se tento druh dílů nemohl rozptýlit rovnoměrněji v průběhu celé řady“ a že „epizody, které se soustředí kolem Barta a Lízy, bývají zajímavější, protože tyto postavy mají více rozměrů a jejich různorodé osobnosti a vášně je v nich více k prozkoumání“. Také se mu zdálo, že „nápad umístit Barta do prostředí spojeného s přírodou je nepřirozený, jako kdybyste Dustina Diamonda umístili do filmu nominovaného na Oscara“.
Robertu Canningovi z IGN se epizoda také líbila. Ačkoli zmínil, že zápletka dílu už byla mnohokrát zpracována, líbil se mu jedinečný způsob, jakým byla vyprávěna, a překvapily ho některé dějové prvky, například to, že Bart byl nucen vzít si Mary. Epizodě dal 7,5 z 10 možných bodů.
V rozhovoru z roku 2008 Matt Groening označil díl za svůj nejoblíbenější ze seriálu a jako nejoblíbenější scénu uvedl tu s Homerem na jatkách.
Jeff Westbrook získal za scénář k této epizodě Cenu Sdružení amerických scenáristů v kategorii animovaných filmů.